# スーパージャイアンツ

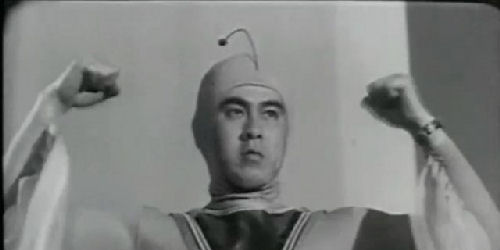
宇津井健が演じるスーパージャイアンツ

『スーパージャイアンツ』は、1957年 - 1959年に製作公開した日本初の特撮スーパーヒーロー映画、及び主人公の宇宙人の名称。全9作品で、第7作まで新東宝（現・国際放映）が製作・配給を行なっていたが、第8作と第9作は富士映画（現・大蔵映画）製作、新東宝配給となっている。主演の宇津井健が主人公の宇宙人「スーパージャイアンツ」を通して演じた。

## 解説
新東宝系で公開された、日本初の和製スーパーヒーロー映画。1956年から日本で放映開始されたアメリカのテレビシリーズ『スーパーマン』を意識している。タイトルは新東宝社長の大蔵貢がファンであった読売ジャイアンツに由来する。
本シリーズが始まった1957年は、ソ連が人類史上初めて人工衛星「スプートニク1号」を打ち上げた年であり、人工衛星や宇宙人のヒーローということが強く意識されている。また、ソ連が人工衛星を打ち上げたのと同じく、当時原爆以上の水素爆弾等の核兵器について各国が研究に力を入れ始めており（ビキニ環礁での核実験等）、原爆被爆国の日本としてスーパージャイアンツは子供向けに微温的ながらも反戦・核兵器廃絶・平和への希求のメッセージが込められた作品でもある。1 - 6作目までは石井輝男が監督している。
6作目までの監督を務めた石井輝男は本シリーズについて、「まあ僕はねえ、無責任ですからね（笑）、話を聞いたときは特別そういうジャンルが好きでもなかったから、自分と同期に新東宝に入った人間が企画を持ってきて技術についても説明してくれて、じゃあやってみようかなと。で、僕としては乱歩の『少年探偵団』的なイメージでやっちゃったんですね。宇宙人と言うよりは、二十面相が変装した“怪人”という感じなんですよ」と語っている。石井としては軽い気持ちで引き受けたところ、作品が大ヒットしてシリーズ化となった。そのうちにスーパージャイアンツの真似をした子供たちが怪我をする事件が起こったりして、「何とか逃げたい」という気持ちになって、6作目まで監督したという。
後のエログロ路線の、その実エロスやフリークにより観客自身に現代性を切取らせてしまう石井は「普通に撮るとテレちゃうんですよね」と韜晦しているが、のちの吉田輝雄主演路線につながる「ヒーローの無力さ」を体現した本作をして長部日出雄に「映画の終末点に立つ墓堀人」といわしめたところに、巨匠石井の面目がある。
内容は子供向けであり、主人公（宇宙人）が宇宙服なしの生身の人間を抱えたまま酸素のない宇宙空間を飛行するなど、非常に荒唐無稽な描写が見られる。また主人公と日本の機動隊が怪星人の集団を「UVガス」と称する毒ガス（化学兵器）で殺戮するといった、当時ならではのシーンもある。
頭部部分までが一体の、いわゆる全身タイツでスーパーマンのようなパンツ部分のない「まんま」なタイツ姿が後年TVのバラエティ番組で話題になった。『スーパーJOCKEY』（日本テレビ系）や『ウラ関根TV』（テレビ東京・テレビ大阪）では、前者の司会者のビートたけしや後者の司会者の関根勤によってそれぞれ、本シリーズが『モッコリ』とクレジットされて紹介された。後者の司会者の関根曰く、「全身タイツで強調された宇津井健のモッコリ（股間）に注目してもらいたい」とのことである。
飛行シーンでは、三色分解方式のカラー撮影用カメラを改造した、対象と移動マスクを同時に撮影できるワンショットカメラの使用により合成のずれが少なく、当時としては高品質な映像となっている。
後年、多数のヒーロー作品の音楽を手掛けた渡辺宙明が初めて担当したヒーロー作品でもある。渡辺は後年のようなマイナー調ではなく、明るいイメージのマーチ調でテーマ曲を手掛けた。

## スーパージャイアンツ
地球の核実験により星世界に病気が蔓延したため、核実験を止めさせるためにエメラルド彗星から送られた平和の使者。エメラルド彗星から贈られた「地球計」で自由に空を飛ぶことができ、鋼鉄の拳銃をも飴のようにひねる怪力を持つ。衣装は全身タイツを基本としており、顔の部分は素顔を露出している。
普段の姿はソフト帽に背広姿の紳士で、いかなる脅威や何者にも動じず、常に折り目正しい言動を通す。当初は子供たちからも単に「スーパージャイアンツのおじさん」と呼ばれていたが、第8作目『スーパージャイアンツ　悪魔の化身』（1959年）より、日本人名大賀一平を名乗るようになった。主人公が1人なのに「〜ジャイアンツ」 (giants) と複数形の名称なのはご愛嬌である。
全作通して宇津井健が演じた。宇津井の主演作は、初主演作となった『リングの王者 栄光の世界』に続き2作目である。

## 作品リストと概要
| # | 題名                                          | 封切り日       | 監督     | 脚本             | 音楽       | 共演者                                                             |
| --- | --------------------------------------------- | -------------- | -------- | ---------------- | ---------- | ------------------------------------------------------------------ |
| 1 | 鋼鉄の巨人                                    | 1957年7月30日  | 石井輝男 | 宮川一郎         | 渡辺宙明   | 池内淳子、中山昭二、御木本伸介、鮎川浩、大原譲二、瀬戸麗子、高田稔 |
| 2 | 續鋼鉄の巨人                                  | 1957年8月13日  | 石井輝男 | 宮川一郎         | 渡辺宙明   | 池内淳子、中山昭二、御木本伸介、大原譲二、瀬戸麗子、高田稔         |
| （二作連続話）地球の平和を求める宇宙人たちの要請を受けたスーパージャイアンツが地球に来て、強力なエネルギーを持つ特殊なウラニウムを悪用しようとする犯罪組織を倒す。             |                                               |                |          |                  |            |                                                                    |
| 3 | 鋼鉄の巨人 怪星人の魔城                       | 1957年10月1日  | 石井輝男 | 宮川一郎         | 渡辺宙明   | 中村彰、杉山弘太郎、山田美奈子、高松政雄                           |
| 4 | 鋼鉄の巨人 地球滅亡寸前                       | 1957年10月8日  | 石井輝男 | 宮川一郎         | 渡辺宙明   | 中村彰、杉山弘太郎、山田美奈子、高松政雄                           |
| （二作連続話）地球を侵略しようとする怪星人カピア人の攻撃にスーパージャイアンツが立ち向かい、UVガスを用いた地球人と協力して壊滅させる。                                         |                                               |                |          |                  |            |                                                                    |
| 5 | スーパージャイアンツ 人工衛星と人類の破滅     | 1957年12月28日 | 石井輝男 | 宮川一郎         | 真鍋理一郎 | 三ツ矢歌子、林寛                                                   |
| 6 | 続スーパージャイアンツ 宇宙艇と人工衛星の激突 | 1958年1月3日   | 石井輝男 | 宮川一郎         | 真鍋理一郎 | 三ツ矢歌子、林寛                                                   |
| （二作連続話）巨大な人工衛星（むしろ、宇宙空間を自由に飛行する宇宙船と言った方が適切）から地球を攻撃しようとする地球人の悪の組織との戦いを描く。                               |                                               |                |          |                  |            |                                                                    |
| 7 | スーパージャイアンツ 宇宙怪人出現             | 1958年4月28日  | 三輪彰   | 宮川一郎、三輪彰 | 石松晃     | 中村彰、田原知佐子、國方傳                                         |
| 悪の組織が、人工的に作り出した細胞を、怪力で空も飛ぶ宇宙怪人に成長させ、それを使って大規模な破壊行為を行なう。スーパージャイアンツが宇宙怪人と戦って倒し、悪の組織も叩き潰す。 |                                               |                |          |                  |            |                                                                    |
| 8 | 続スーパージャイアンツ 悪魔の化身             | 1959年3月27日  | 赤坂長義 | 宮川一郎         | 長瀬貞夫   | 明日香実、瀬戸麗子、大江満彦、大谷友彦                             |
| 戦争で死んだ愛娘の脳から幻覚のような魔女を作り出した科学者が、犯罪組織と手を握って次々に殺人を犯すが、スーパージャイアンツの活躍で事件は解決する。                             |                                               |                |          |                  |            |                                                                    |
| 9 | 続スーパージャイアンツ 毒蛾王国               | 1959年4月24日  | 赤坂長義 | 宮川一郎         | 長瀬貞夫   | 御木本伸介、星輝美、大原譲二                                       |
| これまでの作品と違ってSFの要素はない。アフリカ産の毒蛾の毒を用いて要人暗殺を図る犯罪組織をスーパージャイアンツが叩き潰す。                                                     |                                               |                |          |                  |            |                                                                    |

| # | 題名                                          | 製作   | 企画     | 原案     | 撮影     | 照明     | 録音     | 美術     | 助監督     | 編集       | 特殊技術       | 製作主任   |
| --- | --------------------------------------------- | ------ | -------- | -------- | -------- | -------- | -------- | -------- | ---------- | ---------- | -------------- | ---------- |
| 1 | 鋼鉄の巨人                                    | 大蔵貢 | 笠根壮介 | 根岸伸介 | 渡邊孝   | 傍士延雄 | 澤田一郎 | 加藤雅俊 | 三輪彰     | 鹿島秀男   | 新東宝特殊技術 | 川口倫二   |
| 2 | 續鋼鉄の巨人                                  | 大蔵貢 | 笠根壮介 | -        | 渡邊孝   | 傍士延雄 | 澤田一郎 | 加藤雅俊 | 三輪彰     | 鹿島秀男   | 新東宝特殊技術 | 川口倫二   |
| 3 | 鋼鉄の巨人 怪星人の魔城                       | 大蔵貢 | 笠根壮介 | -        | 森田守   | 折茂重男 | 道源勇二 | 黒澤治安 | 柴田吉太郎 | 神島帰美   | 新東宝特殊技術 | 永野裕司   |
| 4 | 鋼鉄の巨人 地球滅亡寸前                       | 大蔵貢 | 笠根壮介 | -        | 森田守   | 折茂重男 | 道源勇二 | 黒澤治安 | 柴田吉太郎 | 神島帰美   | 新東宝特殊技術 | 永野裕司   |
| 5 | スーパージャイアンツ 人工衛星と人類の破滅     | 大蔵貢 | 笠根壮介 | -        | 鈴木博   | 傍士延雄 | 竹口一雄 | 宮沢計次 | 柴田吉太郎 | 鹿島秀男   | 新東宝特殊技術 | 山本喜八郎 |
| 6 | 続スーパージャイアンツ 宇宙艇と人工衛星の激突 | 大蔵貢 | 笠根壮介 | -        | 鈴木博   | 傍士延雄 | 竹口一雄 | 宮沢計次 | 柴田吉太郎 | 鹿島秀男   | 新東宝特殊技術 | 山本喜八郎 |
| 7 | スーパージャイアンツ 宇宙怪人出現             | 大蔵貢 | 笠根壮介 | -        | 鈴木博   | 傍士延雄 | 道源勇二 | 岩武仙史 | 勝俣眞喜治 | 永田紳     | 新東宝特殊技術 | 奥原徳太郎 |
| 8 | 続スーパージャイアンツ 悪魔の化身             | -      | 野坂和馬 | -        | 岡田公直 | 宮川寛治 | 深尾昌司 | 家田一雄 | 深町幸男   | 民野吉太郎 | -              | 菜穂進     |
| 9 | 続スーパージャイアンツ 毒蛾王国               | -      | 野坂和馬 | -        | 岡田公直 | 宮川寛治 | 深尾昌司 | 家田一雄 | 深町幸男   | 民野吉太郎 | -              | 菜穂進     |
| （第8作、第9作共通）監督助手 - 北村秀敏、撮影助手 - 秋山海蔵、照明助手 - 小室彰範、録音助手 - 山本保、美術助手 - 福島一良、製作助手 - 佐藤正 |                                               |        |          |          |          |          |          |          |            |            |                |            |

| #       | 製作会社   | 撮影方式（画面アスペクト比） |
| ------- | ---------- | ---------------------------- |
| #1 - #7 | 新東宝映画 | スタンダード                 |
| #8 - #9 | 富士映画   | シネマスコープ               |

## 映像ソフト化
- 1980年代にビデオソフトが東宝ファミリークラブより発売された[7]。
- 1998年5月1日から11月1日かけて全4巻のVHSがキネマ倶楽部より発売された[7]。
- 2000年7月25日に発売イマジカ・販売エスモックにより全話収録のDVD-BOX『スーパージャイアンツ コンプリートBOX』(4枚組)が発売された[8]。石井輝男インタビューや彩色フィルム版ダイジェストを収録[8]。
- 2001年7月25日に全4巻の単巻DVDが発売[9]。
- 2005年8月10日に低価格のDVD-BOXが発売。

## 漫画版
漫画版は、第1作 - 第7作は桑田次郎、第8作・第9作は一峰大二の作画によって、講談社の漫画雑誌『ぼくら』に掲載された。同誌には吉田竜夫の作画による独自ストーリー版も連載されている。また、横山まさみちの作画による単行本が富士見出版社より1959年に出版され、こちらには第7作と第9作の漫画版が収録されている。

## 海外展開
- アメリカでは、『スターマン』のタイトルで第1作から第3作までと第5作・第6作を一本に再編集した計4作が1964年にテレビ放映された[2]。配給はウォルター・マンレイ・エンタープライジーズ[10]。
- 東半球では、『スペースマン』や『スーパーマン』のタイトルで第1作から第3作までが劇場公開された[2]。